# Robin Donovan

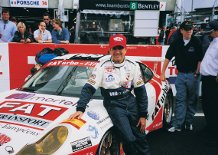
Robin Donovan

Robin Merton Donovan (* 19. Dezember 1955 in Rustington) ist ein ehemaliger britischer Automobilrennfahrer.

## Karriere
Donovan war vor allem im Sportwagensport aktiv und in seiner langen Karriere 14-mal beim 24-Stunden-Rennen von Le Mans am Start. Sein Debüt gab er 1986 für das kleine britische Bartlett-Team, das einen Bardon DB1 mit Cosworth-V8-Motor einsetzte. Das Team um Donovan wurde wegen zu geringer Distanz am Ende des Rennens nicht gewertet. Seine erste Platzierung erreichte er 1988, als er für das Team des norwegischen Rallyecross-Europameisters Martin Schanche den 25. Gesamtrang erreichte. 1992 wurde er im Porsche 962 von Kremer Racing Elfter und 1994 erreichte er sein bestes Ergebnis, als er im Kremer K8 Spyder Sechster der Gesamtwertung wurde.
Sein letzter Start an der Sarthe endete 2001 auf einem Porsche 911 GT3 nach einem Unfall nach 44 Runden vorzeitig.

## Statistik

### Le-Mans-Ergebnisse
| Jahr | Team                               | Fahrzeug                        | Teamkollege         | Teamkollege             | Platzierung     | Ausfallgrund              |
| ---- | ---------------------------------- | ------------------------------- | ------------------- | ----------------------- | --------------- | ------------------------- |
| 1986 | John Bartlett Racing               | Bardon DB1                      | Richard Jones       | Nick Adams              | nicht klassiert |                           |
| 1987 | John Bartlett Racing               | Bardon DB2                      | Tim Lee-Davey       | Raymond Boutinaud       | Ausfall         | Kraftübertragung          |
| 1988 | Team Lucky Strike Schanche         | Argo JM19C                      | Martin Schanche     | Robin Smith             | Rang 25         |                           |
| 1989 | Tiga Race Team                     | Tiga GC289                      | Max Cohen-Olivar    | John Sheldon            | Ausfall         | Kraftübertragung          |
| 1990 | Chamberlain Engineering            | Spice SE90C                     | Philippe de Henning | Charles Zwolsman senior | Ausfall         | Motorschaden              |
| 1991 | Euro Racing Chamberlain            | Spice SE89C                     | Richard Jones       | Nick Adams              | Ausfall         | Elektrikschaden           |
| 1992 | Porsche Kremer Racing              | Porsche 962C                    | Charles Rickett     | Almo Coppelli           | Rang 11         |                           |
| 1993 | Porsche Kremer Racing              | Porsche 962C                    | Steve Fossett       | Almo Coppelli           | Ausfall         | Defekt an der Benzinpumpe |
| 1994 | Gulf Oil Racing                    | Kremer K8 Spyder                | Derek Bell          | Jürgen Lässig           | Rang 6          |                           |
| 1995 | Augusta Racing Team                | Callaway Super Naturel Corvette | Eugene O’Brien      | Riccardo Agusta         | Rang 11         |                           |
| 1996 | Ennea SRL Igol Ferrari Club Italia | Ferrari F40 GTE                 | Piero Nappi         | Tetsuya Ota             | Ausfall         | Motorschaden              |
| 1998 | Sociéte Labre Compétition          | Porsche 911GT2                  | Jean-Pierre Jarier  | Carl Rosenblad          | Ausfall         | Kraftübertragung          |
| 1999 | Autoexe Motorsports                | Autoexe LMP99                   | Yōjirō Terada       | Franck Fréon            | Ausfall         | Motorschaden              |
| 2001 | Racing Engineering                 | Porsche 911 GT3                 | Terry Lingner       | Chris MacAllister       | Ausfall         | Motorschaden              |

### Einzelergebnisse in der Sportwagen-Weltmeisterschaft
| Saison | Team                      | Rennwagen             | 1   | 2   | 3   | 4   | 5   | 6   | 7   | 8   | 9   | 10  | 11  |
| ------ | ------------------------- | --------------------- | --- | --- | --- | --- | --- | --- | --- | --- | --- | --- | --- |
| 1985   | Bartlett Racing           | Chevron B62           | MUG | MON | SIL | LEM | HOK | MOS | SPA | BRH | FUJ | SEL |     |
| 1985   | Bartlett Racing           | Chevron B62           |     |     |     |     |     |     | 11  |     |     |     |     |
| 1986   | Bartlett Racing           | Bardon DB1            | MON | SIL | LEM | NÜN | BRH | JER | NÜR | SPA | FUJ |     |     |
| 1986   | Bartlett Racing           | Bardon DB1            |     |     | DNF |     | 18  | DNF |     |     | DNF |     |     |
| 1987   | Bartlett Racing Dahm Cars | Bardon DB2 Argo JM19  | JAR | JER | MON | SIL | LEM | NÜN | BRH | NÜR | SPA | FUJ |     |
| 1987   | Bartlett Racing Dahm Cars | Bardon DB2 Argo JM19  |     |     |     |     | DNF |     | DNF |     |     |     |     |
| 1988   | Team Schanche Ivey Racing | Argo JM19C Tiga GC287 | JER | JAR | MON | SIL | LEM | BRÜ | BRH | NÜR | SPA | FUJ | SAN |
| 1988   | Team Schanche Ivey Racing | Argo JM19C Tiga GC287 |     |     |     |     | 25  |     | 12  |     |     |     |     |
| 1991   | Euro Racing               | Spice SE89C           | SUZ | MON | SIL | LEM | NÜR | MAG | MEX | AUT |     |     |     |
| 1991   | Euro Racing               | Spice SE89C           | DNF |     |     |     |     |     |     |     |     |     |     |
| 1992   | Kremer Racing             | Porsche 962           | MON | SIL | LEM | DON | SUZ | MAG |     |     |     |     |     |
| 1992   | Kremer Racing             | Porsche 962           | 11  |     |     |     |     |     |     |     |     |     |     |